# Katja Früh
Katja Früh (* 3. Mai 1953 in Zürich) ist eine Schweizer Schauspielerin, Regisseurin und Dramaturgin.

## Leben
Katja Früh ist Tochter des bekannten Schweizer Regisseurs Kurt Früh und der Wiener Schauspielerin Eva Langraf. Sie besuchte die Kunstgewerbeschule Zürich und war dann Assistentin am Theater am Neumarkt Zürich. Ab 1972 liess sie sich am Max-Reinhardt-Seminar in Berlin zur Schauspielerin ausbilden. Ab 1975 war sie unter anderem in Hannover, Wuppertal und Zürich engagiert.
1978 begann sie am Schauspielhaus Zürich selber zu inszenieren. 1980 wurde sie ausübende Regisseurin und Dramaturgin bei Schweizer Radio DRS. Sie produzierte in der Folge unter anderem Projekte mit Martin Suter und Patrick Frey. Ab 1984 war sie als Autorin und Schauspieler-Coach bei diversen Schweizer Spielfilmproduktionen dabei. Später führte sie Regie beim Cabaret «Götterspass» und war über sieben Jahre lang Autorin der Radio-DRS-Sendung Memo-Treff.
Von 1999 bis zur Absetzung der Sendung 2006 war sie Headwriter der SF DRS-Soap Lüthi und Blanc, die sie erfunden hatte. Daneben führt sie Regie und schreibt Texte, unter anderem für das Casinotheater Winterthur. In ihrem Stück Narzissen treten acht Frauen in einem Casting für die Hauptrolle in einer neuen TV-Serie «gegeneinander» an; fast alle Darstellerinnen waren zuvor bei Lüthi und Blanc mit dabei.
Katja Früh ist verheiratet und lebt mit ihrem Mann und den gemeinsamen Kindern in Zürich. Eine Tochter ist die Schauspielerin Lisa Maria Bärenbold.

## Werke

### Hörspiele/Radiosendungen
- Stella im Studio oder wie doch noch ein Hörspiel entsteht (Hörspiel, 1 MC). Schweizer Radio DRS, Zürich 1993
- Chabiswasser. Geschichten aus dem Alltag. Die besten Szenen aus dem Memo-Treff (Buch + MC). Scalo, Zürich 1994
- Angela, Radio DRS 1999

### Theater-Aufführungen
- Narzissen, Casinotheater Winterthur 2007 (besetzt u. a. mit Esther Gemsch und Tonia Maria Zindel)
- Dällebach Kari, Musical, Seebühne Thun 2010 (besetzt u. a. mit Hanspeter Müller-Drossaart)
- Super Theo, Erziehungskomödie, Casinotheater Winterthur 2011
- Im weissen Rössl, als schweizerdeutsche Fassung zum 10-jährigen Jubiläum des Casinotheater Winterthur, 2012

### Publikationen
- Ach, mein Papa: Erinnerungen an Kurt Früh, einen grossen Regisseur, Geldvernichter, Selbstzweifler und Vater. In: Das Magazin. 19/2015, S. 32–41.
- Bin ich jemand? Echtzeit Verlag, Basel 2017, ISBN 978-3-906807-04-1.